# 黑蝙蝠中隊
黑蝙蝠中隊為中華民國空軍秘密偵察部隊——空軍第三十四中隊的別稱，使用的隊徽即為「黑蝙蝠」。原隸屬新竹空軍基地第二聯隊第八輕轟炸大隊，第八大隊下轄第33、34、35中隊；1958年8月1日第八大隊遭到裁撤後，第33、34、35中隊均成為獨立隊。在中華民國與中華人民共和國進行冷戰期間，配合美國中央情報局在臺單位西方公司（新竹市東大路辦公大樓）執行深入中華人民共和國領空的低空夜間電子作戰偵測任務。根據統計，黑蝙蝠中隊1953年成立到1976年12月底停止偵察任務，共執行特種任務達838架次，先後有10架飛機被擊落或意外墜毀、因而身亡者多達148人，佔全隊人數三分之二。1978年第33、34中隊併入屏東第439聯隊，1979年第439聯隊反潛機中隊升格為「空軍反潛作戰大隊」，下轄第33、34中隊，收編本中隊，遂更銜為「空軍第34反潛作戰中隊」，並持續至今。

## 命名
中華民國空軍第三十四中隊駐防新竹機場，進行夜間偵察任務情形與昼伏夜出的蝙蝠相同，因此以「蝙蝠中隊」命名，而所屬偵察機均漆成藍黑色，而又稱作「黑蝙蝠」。由李崇善中校、王樑少校、孫大陸中尉及劉敬賢中尉四人共同發想設計的隊徽，是一隻展翅的黑蝙蝠，在北斗七星上飛翔於深藍的夜空中，翅膀穿透外圍的紅圈，象徵潛入赤色鐵幕。

## 歷史

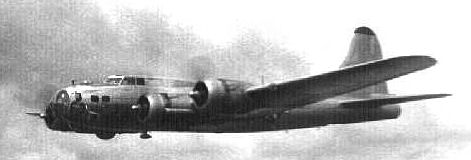
RB-17型偵察機

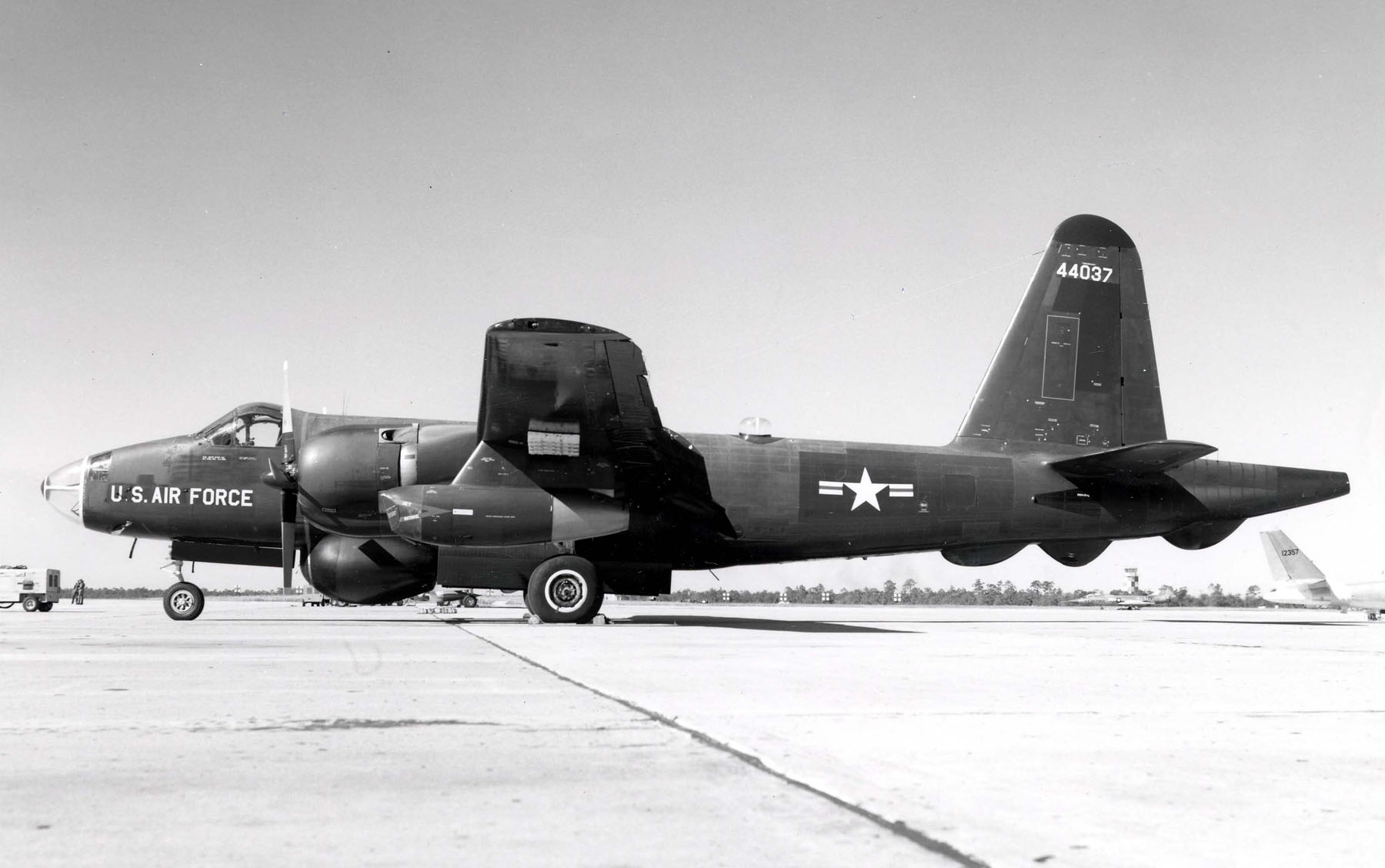
P2V-7U/RB-69A電子型偵察機

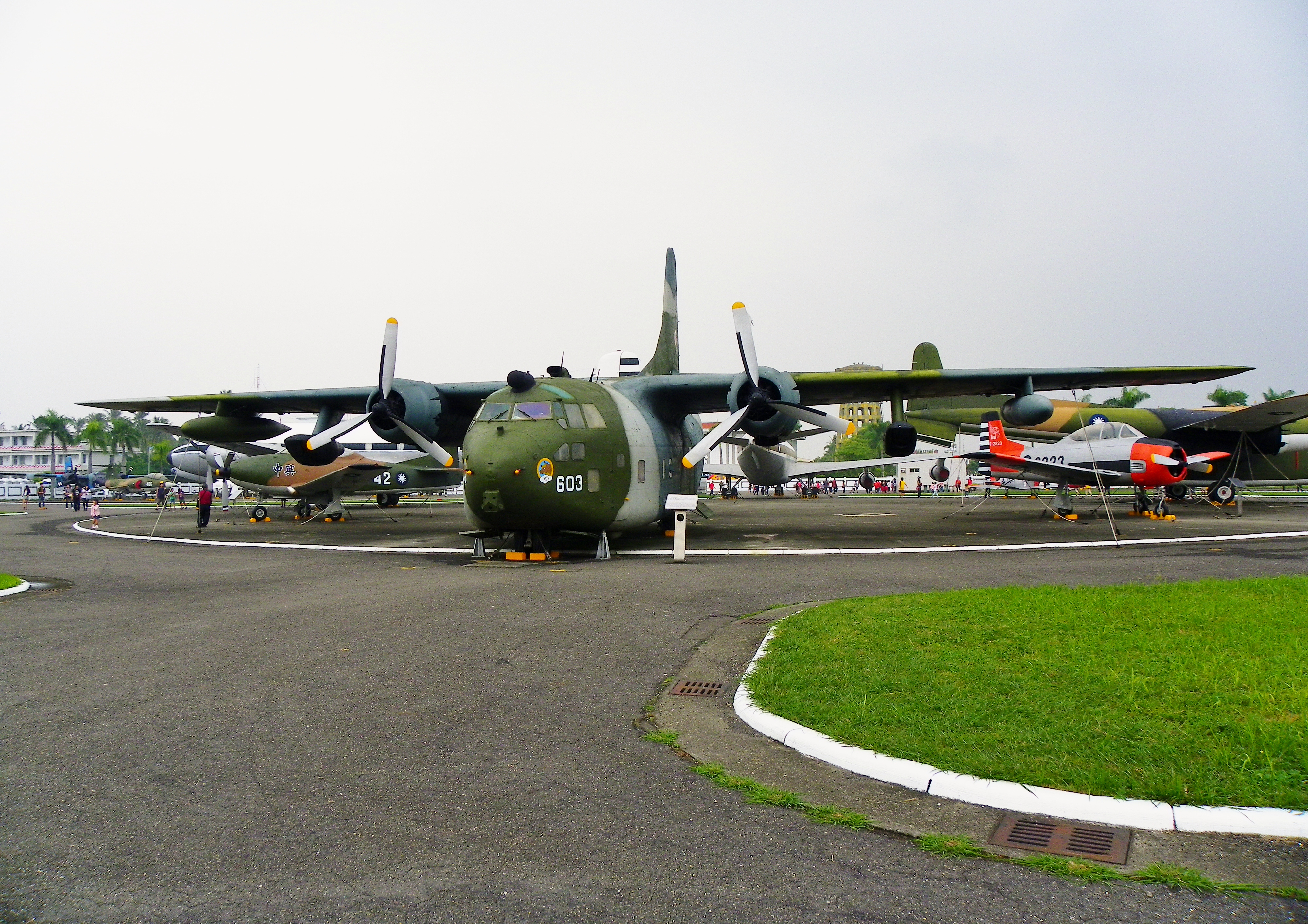
C-123型運輸機，於岡山空軍官校軍機展示場

### 偵蒐中國大陸情報
1953年韓戰結束，東西方兩大陣營進入冷戰時期，美國渴望蒐集中華人民共和國的情報，同時中华民国政府方撤退到臺灣亟需美援。為了維繫美臺關係，蔣中正總統指派其子蔣經國和美國中央情報局的杜根（英語：William E. Duggan）簽約，雙方以「西方公司」為掩護，由美方提供飛機及必要器材。中華民國空軍於1958年成立第34中隊（黑蝙蝠）和第35中隊（黑貓中隊），直接受命於國安會秘書長蔣經國，專門替美國蒐集情報，同時空投心戰傳單、救濟物資、空降情報員，重要特種任務有獵狐計劃、南星計劃、奇龍計劃、金鞭計劃等。

#### 空軍特種任務中隊傘兵小組
1951年5月9日，傘兵總隊戴晴川中尉等9員，獲前總統夫人宋美齡於臺北召見慰勉，後奉派至美國「西方公司」與我國空軍第12照相偵查中隊合作，爾後成立之第33中隊「大陸工作隊」位於桃園空軍基地，負責執行對中國大陸地區空投、偵察、空降、護送敵後工作人員及武裝游擊人員等任務。1953年6月15日部隊遷駐新竹空軍基地，並改稱「空軍特種任務組」。
空軍第12照相偵查中隊係以無武裝自衛能力之偵查飛機，F-10(RB-25)，B-17改裝機、執行低空飛行偵察及空投等特種任務，每次出勤時間為黃昏後進入大陸，如遇敵機或飛彈攻擊時，僅能憑藉電子設備和精湛飛行技術，利用夜幕掩護以最低安全高度離地100至200公尺低空飛行躲避攻擊，有時為了躲避雷達，甚至在30公尺左右低空飛行於茫茫夜色中，任務驚險萬分，由於沒有人有把握可以平安回來，每個人早已預先立好遺矚，等於完全將生命交給了國家。
任務期間計有組長戴晴川中尉等5員先後殉職，另調4員加入，總計有13位傘兵參與任務，直到1956年6月1日空投作業由空軍自行接手為止。

註解1：當時第34中隊（黑蝙蝠）尚未成立

#### 空軍特種任務傘兵小組大事紀要
- 1951年5月9日，傘兵總隊戴晴川中尉、沈長齡上士、王夢麟上士、戴正上士、趙富奇上士、趙連生上士、孔昭曄上士、朱湘萍中士、胡天鵬下士等9員，獲總統夫人蔣宋美齡女士於臺北召見慰勉。
- 1952年6月9日，胡天鵬下士擔任「領袖通信特使」完成敵後特種任務，蒙總統蔣介石召見嘉許。
- 1954年
  - 2月17日，胡天鵬下士擔任「領袖通信特使」完成敵後特種任務，蒙總統蔣介石召見嘉許。
- 5月26日，戴晴川中尉、王夢麟上士、孔昭曄上士等3員，執行空投任務時於福建惠安上空遭解放軍高射砲擊落，壯烈成仁。
- 12月，戴正上士、沈長齡上士、趙富奇上士、朱湘萍中士、胡天鵬下士等5員，執行「大陸特種任務」有功，獲頒干城獎章；另趙富奇上士、胡天鵬下士當選第5屆戰鬥英雄。
- 1955年
  - 4月13日，趙連生上士、張玉杰上士等2員，執行任務時於臺灣海峽上空失事，壯烈成仁。趙連生上士因生前執行「大陸特種任務」有功，獲頒干城獎章。
  - 12月，董成德上尉、戴正上士、沈長齡上士、趙富奇上士、楊鴻滨上士、孫仕信上士、朱湘萍中士、胡天鵬下士等8員，執行「大陸特種任務」有功，當選第6屆戰鬥英雄。
- 1956年
  - 9月3日，胡天鵬下士因執行「大陸特種任務」有功，當選第2屆軍人節三軍代表，蒙總統蔣介石召見。
  - 12月，董成德上尉、戴正准尉、沈長齡准尉、趙富奇准尉、楊鴻滨准尉、孫仕信准尉、朱湘萍中士、胡天鵬下士等8員，執行「大陸特種任務」有功，當選第7屆戰鬥英雄。
- 1957年9月3日，胡天鵬下士因執行「大陸特種任務」有功，當選第3屆軍人節三軍代表，蒙總統蔣介石召見。

### 獵狐計劃
民國44年1月政府為籌劃對大陸地區實施心戰空投及電子偵測任務，本部乃至應訓練及作戰計劃，定名為「獵狐計劃」，由第二聯隊第八大隊撥出P4Y型機1架執行，機員由第八大隊所屬三個中隊(卅三、卅四及卅五)中選出，計機長呂德琪，電子官羅璞、李崇善等13員。
使用P4Y型四引擎重型巡邏轟炸機，執行長程偵察巡邏，配有AN/APS-15型空用搜索雷達及盲目投彈用雷達乙具，可作海平面100浬範圍內船艦島嶼偵察搜索，必可作不受天候影響之區域性盲目投彈，示器、配有各型接收機、脈波分析器、信號方位指半自動信號顯示器、全自動低波顯示器及各波段之調諧箱等電子偵察系統，該任務至民國44年4月至45年4月，計14次。

### 南星計劃
民國52年3月為支援美駐越南特種作戰部隊，簽訂「南星計劃」。認為協助南越政府均戰地運補、戰地空投及訓練(南越傘兵)抵抗共黨侵略，清剿越共，自民國52年至58年，共執行252架次裝備，其中3次被越共地面砲火集中，幸未及中要害，我機人員處置得宜，未受損失。
在1966年大鵬二號與1971年最後一批赴美受訓人員之間,其實還有一批C-123受訓人員,包括張如友,簡添祿,陳宏傑及闕震培,其中簡添祿為本省籍。

### 奇龍計劃
民國57年9月27日至58年4月30日。我政府應美方要求，派我空軍駕駛美方裝有最新電子裝備之C-130E型機，由泰國塔克禮或清邁美空軍基地，利用夜間低空航向目的地投擲，夜間空投特種電子偵測儀器於大陸雙城子地區，以偵測大陸各型飛彈發射情形，代號為「奇龍計劃」。

### 金鞭計劃
「金鞭作戰」又稱寮國任務，由美國中央情報局於1971年初提出，「金鞭作戰」共12位飛行員，由嘉義救護中隊7名、屏東空運大隊5名組成。在嘉義救護中隊，快馬加鞭地實施為期30天的UH-IH直升機換裝訓練。美航公司（Air America）協助訓練。完訓後，至新竹34偵察中隊「黑蝙蝠中隊」報到，由美航總機師負責實施新機換裝訓練。該任務的目的是協助美國竊取北越的軍事機密情資，希望能有助於巴黎和平協約。竊取的情資直接交到國安顧問季辛吉的手中。
任務重點是在敵後（北緯17度以北）北越軍隊集結地區放置監測地面行動、火力控制、甚至可聽到人聲的高科技偵測儀（別名：蜘蛛、Spider）。駕駛由Hughes500直升機改裝發動機，並增加旋翼數目為5葉，降低了旋翼轉數及音量稱為Hughes500P或Hughes600直升機。藉夜色的掩護下，從寮國巴色附近的美軍直升機基地PS-44起飛，低空深入北越河內、奠邊府附近山區，在特定地點布署以截收北越機密情報資訊。
此機密任務將在敵後執行，人與飛機，尤其是高機密的裝備都不能落入敵手。所以要有全天候重型吊掛直升機尾隨護航，萬一前機遭擊落，後隨飛機就馬上就連機帶人及機密儀器吊至安全地點。除了吊返友機外，重型直升機另一重要任務是全黑夜（即沒有月亮的晚上）載運特戰部隊深入敵後，以大型5吋火箭打擊地對空飛彈基地及其他特定目標，突襲敵方老巢的重點目標並不簡單，特種部隊進入目標區、步下直升機架設火箭、瞄準發射及撤離，全部時間只有10分鐘。不然，圓滿達成任務安全返防的機會非常渺茫。重型直升機使用可載重14,700磅乘16名重裝備特戰員之塞可斯基 S-58T 雙發動機重型直升機，並加裝1,000磅外油箱以延長留空時間，每次夜間任務必須全載重起飛，在敵人後方山區裡低空摸黑執行精密航行任務，對飛行員的膽識及技術是一大考驗。
在PS44基地那架為「金鞭作戰」量身定製的Hughes500P落地時失事墜毀了，幸好飛行員安然無恙。當時，國際外交氛圍詭異，深入敵後突襲飛彈陣地的任務也暫時喊停。突然間「金鞭作戰」成了「甩手作戰」。除了著名的波洛文高地垂直掃蕩（Swap Out）作戰時，「金鞭作戰」重型機組人員被借用編入直升機特攻隊，在槍林彈雨中出了8次作戰任務，表現英勇傑出。
1973年初，中情局卻突然终止「金鞭计划」。美方卻未明說停止原因。執行「金鞭計劃」的黑蝙蝠中隊隊員不少於日後派赴直升機部隊，於任務解散後得以傳承直升機飛行技術。
黑蝙蝠中隊執行旋翼機飛行任務共兩批飛行員12人。第一批6名，負責飛S-58T直升機，有陳逸民、林昭、安良、章紹緯、楊蓉勝、徐金蓉；第二批6人，飛Hughes500P直升機，有謝鍚塘、楊德輝、馮曉東、何俊德、馮海林、湯水易。其中徐金蓉以及湯水易先後擔任過空軍救護隊隊長。

## 任務執行方式
由美國中央情報局設定經過重要軍事基地的偵測航程。接著黑蝙蝠中隊於約下午4時出勤，黃昏之後進入中華人民共和國空域，以較為先進的電子設備與駕駛技術，利用夜幕掩護，按照「最低安全高度」準則，沿著100至200公尺低空飛行，有時為了躲避雷達，甚至在能見度極低的夜空中以30公尺高度超低空飛行。飛行途中機上的電子設備可以側錄電波資料，之後將高低空偵察結果比對分析，可知何處設有雷達、核彈和高射炮，接下來的任務即可使用電子反制干擾使雷達失效，戰管因而失效形同瞎子。

## 編制飛機
電子偵搜任務主要由RB-17電子偵察機、RB-26電子偵察機、RB-57電子偵察機、P2V-7U/RB-69A電子偵察機、EP-3A/B電子偵察機及C-123B/K運輸機空投、作戰和任務支援。

## 兩岸影響

### 中華民國
中華民國撤退至臺灣之後，美國國務院立場認為中華民國岌岌可危因此放其自生自滅。但韓戰開始後，因應現實需求美國的政策大轉向，重新恢復援助，做為代價中華民國派出最優秀的空軍官兵替美國人執行偵察任務，使美國掌握許多中华人民共和国的軍事情報。不過也有看法認為因特種作戰部隊的功勞讓美國對中华人民共和国實力有更精確的評估，因此最後決定放棄中華民國進行聯合中华人民共和国制衡蘇聯的政策。
前35中隊（黑貓中隊）隊員回憶，1954年前12中隊與33中隊當時飛往大陸的飛機每年約100架次，但未受任何打擊。1956年後是一個里程碑，解放軍能夜間作戰的飛行員成倍增加，並在各種保衛目標和作戰基地的附近，增加了23座蘇製IL-20（伊留申）三座標厘米波引導雷達。這種雷達可以探測高空飛行目標達300公里，有一定抗干擾能力 。同年6月22日，33中隊一架RB-17G型機潛入大陸，解放軍MIG-17Ф在IL-20雷達引導下，在江西廣豐將其擊落。

### 中華人民共和國
「黑蝙蝠中隊」在任務初期如入無人之境般進出中国大陆，1957年11月，一架RB-17G低空飛越大陸9省，長達9個多小時的航程，投下傳單、衣服、玩具，解放軍為了截擊曾起飛18架次的飛機，但未能成功打擊。甚至有一架P2V連續飛越九省降落大韓民國，讓解放军空军臉面無光，甚至因此損失6架飛機，於是緊急向蘇聯輸入一批可夜間作戰的米格-17和雷達設備，並逐渐發展出夜間攔截戰術，并在之后的拦截行动中起到了重大作用，多次成功击落前往大陆行动的黑蝙蝠中队飞机。

## 殉職名單
| 編號 | 日期           | 任務飛機                     | 失事情形                                                                                   | 殉職人員 | 人數 | 備註                                                             |
| ---- | -------------- | ---------------------------- | ------------------------------------------------------------------------------------------ | --- | ---- | ---------------------------------------------------------------- |
| 1    | 1954年5月26日  | B-26                         | 在福建惠安上空被高射砲擊落。                                                               | 聶經淵、韋盛和、范聰傑、李必成及陸軍傘兵戴晴川、王夢麟、孔少華（又名孔昭曄）等3員                                | 7    | -                                                                |
| 2    | 1955年4月14日  | B-26                         | 執行任務中於臺灣海峽失事。                                                                 | 劉貫霄、虞琨、李英琪、徐朋及陸軍傘兵趙連生、張玉傑等2員                                                          | 6    | -                                                                |
| 3    | 1956年6月22日  | RB-17                        | 在江西廣豐上空至上饒間，遭到米格-17战斗机目視攔截擊落。                                    | 葉拯民、楊頌文、林其榕、羅樸、周興國、錢端信、杜漢萍、高鵬飛、陳立仁、郝書勤、王茂森                             | 11   | -                                                                |
| 4    | 1957年11月15日 | B-26                         | 於浙江沿海遭遇炮擊低空迴避時撞及山樹失事。                                                 | 張鳴卿、陳廷斌                                                                                                   | 2    | 另外有王為鐸、孔祥璋、李復全3人在福建被捕，於8個月後被釋放回臺。 |
| 5    | 1959年5月29日  | RB-17（機號815）             | 於廣東恩平南方金雞山、大旺山山腰，遭米格-17D擊落。                                         | 李暋、徐銀桂、韓彥、傅定昌、馬甦、葉震寰、黃福洲、趙成就、伏惠湘、陳駿聲、黃士文、宋迺洲、李德山、陳亞興         | 14   | 1992年12月14日遷葬回臺。                                         |
| 6    | 1960年3月25日  | P-2V-7U(7101/140442/54-4040) | 途中偏航撞及韓國烏蘇山失事。                                                               | 殷延珊、朱玉銘、梁燕生、柳肇純、陳光宇、孫大陸、李澤林、劉抑強、夏福瀛、楊桂辰、李自民、邢漢章、黃勳、姚邦熹     | 14   | -                                                                |
| 7    | 1961年11月6日  | P-2V-7U(7099/140440/54-4039) | 於遼東半島大連附近、遭高射砲擊中。                                                         | 葉霖、尹金鼎、蔡文韜、南萍、岳昌孝、張桂圃、朱振三、陳昌文、李惠、陳昌惠、梁偉鵬、程度、周迺鵬                   | 13   | -                                                                |
| 8    | 1962年1月8日   | P-2V-7U(7097/140438/54-4038) | 於朝鮮灣、大連至安東沿海失蹤。                                                             | 郭統德、崔傑石、梁如年、李滌塵、劉敬賢、鍾熾藩、喻經國、虞祖培、張漢生、楊文誠、薛洪吉、考振芬、高銓             | 13   | -                                                                |
| 9    | 1963年5月10日  | C-123B(55-4551)              | 在屏東山區撞山。                                                                           | 沈裕立、劉緒光、林志培、周文淵、沈康侯、穆錫民、屈建勛、韓宗文、任樹奇、陳運龍、張積文、羅恩廣                   | 12   | -                                                                |
| 10   | 1963年6月20日  | P-2V-7U(7105/141233/54-4041) | 在江西崇仁上空遭圍攻，遭米格17PF擊落。                                                     | 周以栗、陳元諱、黃繼鑫、馮成義、黃克成、薛登舉、李文駿、王守信、傅永練、汪洽、卞大存、彭家駒、程克勤、楊思隆     | 14   | 2001年12月4日遷葬回臺。                                          |
| 11   | 1964年6月11日  | P-2V-7U(7047/135612/54-4037) | 在山東萊陽遭攔截，被米格17PF以照明彈引導下擊落。                                           | 孫以晨、葛光遼、蕭建高、邱玉鉉、何家卓、曾德成、古可模、歐陽可儉、徐啟信、汪鴻鈞、陶有幹、丁菊湘、彭才源、張治君 | 14   | -                                                                |
| 12   | 1965年6月27日  | C-123KB(54-0641)             | 自越南芽莊金蘭空軍基地起飛疏散，於降落西貢新山一空軍基地時，在場外被越共地面砲火擊中墜毀。 | 楊存厚、周有壬、蘇平財、唐本華、臧宗賢、段石、趙彥飛、王繼序、曾國才、黃德萬、另有兩名美軍人員                   | 12   | -                                                                |
| 13   | 1965年8月31日  | C-123B(56-4356)              | 自越南芽莊金蘭空軍基地返臺途中失控墜海。                                                   | 何亦棟、王川高、嚴中、石秉慈、狄鎮昌、毛國柱、杜慶讓、張銘生、呂志剛                                             | 9    | -                                                                |
| 14   | 1967年5月10日  | C-123K(54-0715)              | 於新竹訓練中失事墜毀。                                                                     | 趙懷壁、張鴻勳                                                                                                   | 2    | -                                                                |
| 15   | 1967年8月22日  | C-123B(54-0657)              | 於臺灣海峽故障墜海。                                                                       | 邵傑、孫祥麟、張清如、杜志龍、李元中、周榮林、王常德                                                             | 7    | 另外有2人獲救。                                                  |

## 祭奠追思

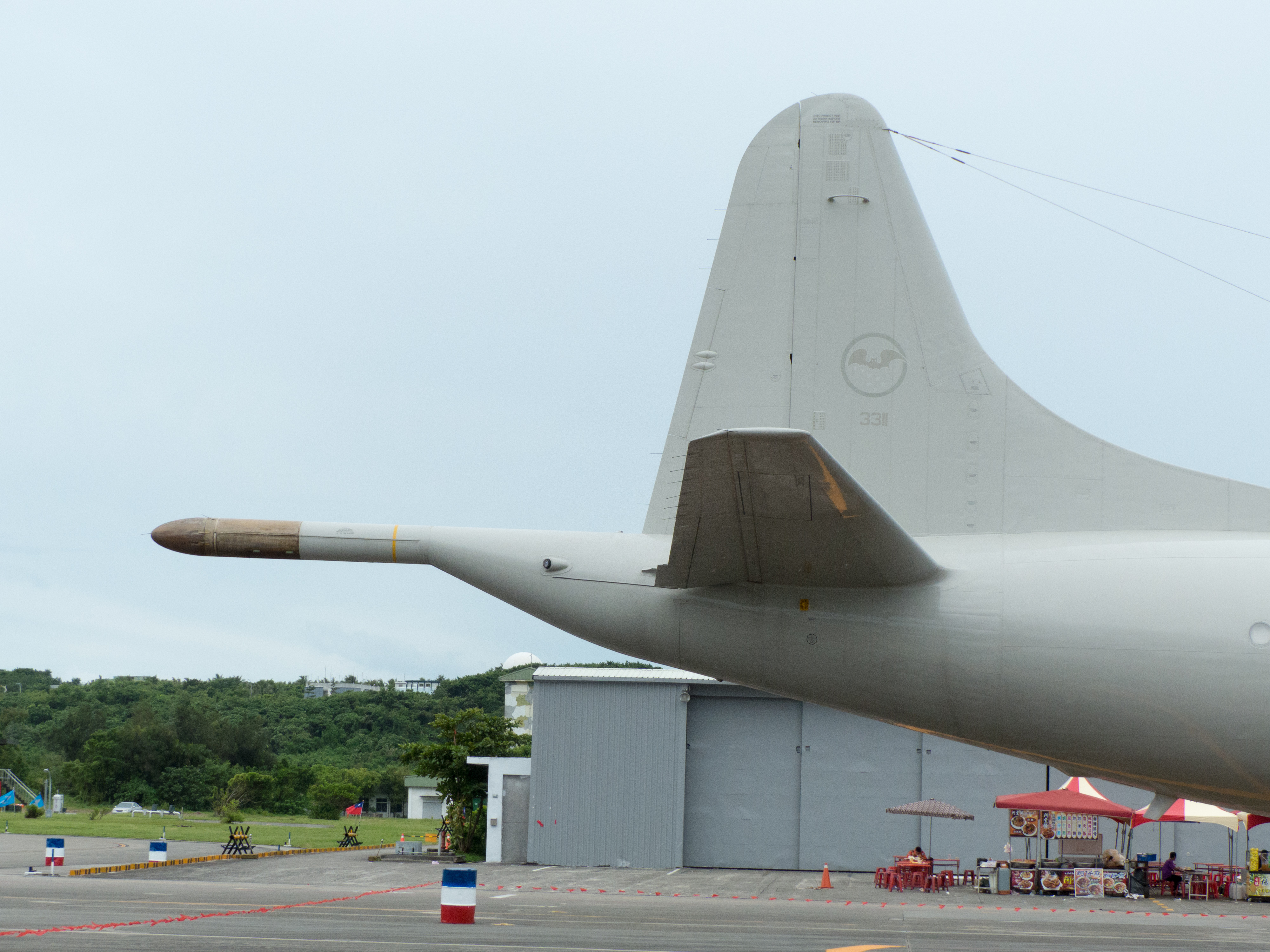
中華民國空軍第439混合聯隊第34反潛作戰中隊的P-3C 3311反潛巡邏機機尾上繪有黑蝙蝠中隊的隊徽。

1993年3月29日，首批返國的空軍三十四中隊隊員，十四位殉職烈士的公祭公葬在碧潭空軍公墓舉行，由當時空軍總司令唐飛上將主祭。2001年12月4日，第二架三十四中隊的烈士遺骸運返台灣安葬。

## 紀錄片
有關黑蝙蝠中隊的紀錄片《臺灣天空的秘密—衣復恩和他的飛行弟兄們》於2007年3月28日在臺北發表，並於30日在臺灣首播。紀錄片以任務期間擔任空軍情報署署長，負責空軍34中隊的衣復恩將軍為主角，介紹這段埋藏40多年的秘辛。
2007年6月5日，曾擔任空軍總司令的前行政院長唐飛與60名昔日黑蝙蝠中隊隊員與黑貓中隊隊員、遺眷與家屬出席一個在國立清華大學舉辦、主題為「黑蝙蝠中隊在新竹——向勇敢的人致敬」的座談會。在相隔多年後共同齊聚一堂，藉著互動活動與紀錄片一同回顧時光。唐飛於會中公開表達遲來的歉意、尊敬和感謝。黑蝙蝠中隊與黑貓中隊不再蒙上神秘的黑面紗而能讓其他參與者，如當時在座的國立清華大學校長陳文村、國立新竹教育大學校長曾憲政與文史工作者龍應台等深受感動。

## 相關影視作品

### 流行歌曲
香港明星劉德華於西元2002年7月1日所出的個人專輯《美麗的一天》主打歌即為《黑蝙蝠中隊》，酷似以空軍黑蝙蝠中隊為中华民国和美國中央情報局偵查軍情喪命的史實為背景，唱出空軍精英離妻別子、三十年后才父子重逢的悲劇。

### 電影
影視製作人王偉忠藉著描寫眷村文化的光陰的故事和舞台劇寶島一村大受歡迎，將挑戰把50年代的黑蝙蝠中隊故事給搬上大螢幕。王偉忠表示電影主題「黑蝙蝠中隊」涵蓋了軍中袍澤情、親情、愛情，電影語言強烈，劇本並不難寫，據悉目前已由郭台銘兒子郭守正的公司負責，但對於電影導演和演員就要謹慎挑選，大導演李安、陳可辛、吳宇森都是熱門人選。

### 電視
影視製作人曹瑞原亦曾改編若干情節至一把青。

## 腳注
1. ↑  網頁：新竹市政府文化局，《黑蝙蝠中隊簡介 （页面存档备份，存于）》
2. ↑  網頁：新竹市政府文化局，《蝙蝠隊徽與隊名的由來 （页面存档备份，存于）》
3. 1 2  網頁：楊傳華，《空軍珍貴史話─蝙蝠中隊 （页面存档备份，存于）》，行政院國軍退除役官兵輔導委員會，《榮民文化網》，2005
4. ↑  中華民國國防部.  (PDF).   [2025-03-30].
5. ↑  網頁：《U.S. Intelligence and China: Collection, Analysis, and Covert Action By Matthew Aid and Jeffrey T. Richelson》
6. ↑  網頁：國軍歷史文物館，《「前瞻、願景－新世紀的空軍」特展 （页面存档备份，存于）》
7. ↑  網頁：童清峰，《黑蝙蝠中隊：悲壯史實與流行歌曲 （页面存档备份，存于）》，架空馬戲團，2006.11.25
8. ↑  中華民國空軍. .   [2018-11-04]. （原始内容存档于2018-11-04）.
9. ↑  Baugher, Joe. "U.S. Navy/U.S. Marine Corps Aircraft Bureau Numbers (Third Series: 19)." （页面存档备份，存于） www.joebaugher.com. Retrieved: 4 October 2010.
10. ↑  Pocock, Chris. The Black Bats: CIA Spy Flights Over China From Taiwan, 1951–1969. Atglen, Pennsylvania: Schiffer Publishing, 2010. ISBN 978-0-7643-3513-6.
11. ↑  網頁：【北區】眷村故事‧文化光影，《【個人故事】黑蝙蝠中隊李崇善上校：蒙最高統帥4次召見 （页面存档备份，存于）》
12. ↑  網頁：Wei-Bin Chang, ROCAF Combat Losses Since 1950 （页面存档备份，存于）, TaiwanAirPower.org （页面存档备份，存于）, 2005.8.24
13. ↑  新聞：許紹軒，《冒死偵察中國 黑蝙蝠血淚上螢幕 （页面存档备份，存于）》，自由時報，政治新聞版，2007.3.29
14. ↑  新聞：洪美秀，《黑蝙蝠成員：時光又連接起來了 （页面存档备份，存于）》，自由時報，政治新聞版，2007.6.6
15. ↑  歌曲：演唱：劉德華；作詞：李安修；譜曲：Lars Larssen Naumann、Patrick Hauge、Henning Sommero、Tor Erik Hermansen；製作：李安修，《黑蝙蝠中隊》，科藝百代（EMI），《美麗的一天》，2002.7.1
16. ↑  這其實是黑貓中隊華籍駕駛員張立義的故事，東森新聞台<<台灣啟示錄>>曾經敘述過這段忠義又悲歡的往事，由張的兒子所敘述。
17. ↑  新聞：中央社記者康世人，《眷村懷舊 王偉忠籌拍黑貓黑蝙蝠中隊電影 （页面存档备份，存于）》，大紀元時報，台灣新聞版，2009.2.6

## 外部連結
- 黑蝙蝠中隊文物陳列館 （页面存档备份，存于）
- The Black Bats: CIA Spy Flights Over China From Taiwan 1951-1969  （页面存档备份，存于） - YouTube 伍德羅·威爾遜國際學者中心 發佈日期：2013年11月13日
- 黑蝙蝙中隊及黑貓中隊簡介影片 （页面存档备份，存于） - YouTube
- 軍聞社記者呂世民：《黑蝙蝠天兵志士 空降作戰寫史頁[永久]》，青年日報網站 2009/12/04